# Sarah Al Suhaimi
Sarah Al Suhaimi (ur. 1979) – saudyjska bankowiec, pierwsza kobieta kierująca giełdą w Arabii Saudyjskiej (od lutego 2017 r.).